# Windows Management Framework
Das Windows Management Framework (WMF) von Microsoft ist eine einheitliche Verwaltungsschnittstelle für Windows-Betriebssysteme.
Das Windows Management Framework wurde als eigenes Paket geschaffen, um Kompatibilität in der Verwaltung unterschiedlicher Windows-Versionen herzustellen.
Das Windows Management Framework umfasst folgende Komponenten:
- Windows PowerShell
- Windows PowerShell Integrated Scripting Environment (ISE)
- Windows-Remoteverwaltung (WinRM), Microsofts Implementierung des WS-Management-Standards
- Windows-Verwaltungsinstrumentation (WMI)
- Windows PowerShell-Webdienste (Verwaltung der OData-IIS-Erweiterung) (ab Version 3.0)
- CIM-Anbieter für Server-Manager (ab Version 3.0)
- Windows PowerShell Desired State Configuration (DSC) (ab Version 4.0)
- Protokollierung des Softwarebestands (Software Inventory Logging, SIL) (ab Version 5.0)

Das Windows Management Framework wurde erstmals 2009 als Version 2.0, inklusive PowerShell 2.0, veröffentlicht. PowerShell 1.0 wurde noch ohne Windows Management Framework veröffentlicht.